# Superfood
Superfood ist ein Marketingbegriff, der Lebensmittel mit angeblichen Gesundheitsvorteilen beschreibt. Teilweise beruhen die mit bestimmten Lebensmitteln in Verbindung gebrachten positiven gesundheitlichen Wirkungen auf wissenschaftlich erwiesenen Zusammenhängen. Allerdings ist es fraglich, wie sich solche wissenschaftlichen Erkenntnisse, die etwa unter Laborbedingungen, mit Tierversuchen oder unter Verabreichung sehr hoher Dosen erlangt wurden, auf echte Ernährungsweisen übertragen lassen.
Das Europäische Informationszentrum für Lebensmittel schreibt zum Thema Superfoods:

„[…] und obwohl wissenschaftliche Studien oft positive gesundheitliche Wirkungen ergeben, lassen sich die Resultate nicht unbedingt auf die reale Ernährung übertragen.“

Das Werben mit Superfood und ähnlichen Begriffen, die den Verzehr von Produkten mit gesundheitsfördernden Effekten in Verbindung bringen, ist gemäß Health-Claims-Verordnung der Europäischen Union verboten, solange eine Wirksamkeit nicht durch ein strenges Zulassungsverfahren bestätigt wurde.

## Definition
Der Begriff Superfood wird bereits seit Beginn des 20. Jahrhunderts verwendet, ist allerdings erst in den letzten Jahren allgemein bekannt geworden. Es findet sich keine offizielle oder rechtlich bindende Begriffsdefinition.
Laut dem Wörterbuch Oxford English Dictionary wird mit dem Begriff ein „nährstoffreiches Lebensmittel, das als besonders förderlich für Gesundheit und Wohlbefinden erachtet wird“, bezeichnet.
Das Europäische Informationszentrum für Lebensmittel bezeichnet „Lebensmittel, insbesondere Obst und Gemüse, die aufgrund ihres Nährstoffgehaltes einen höheren gesundheitlichen Nutzen als andere Nahrungsmittel haben“, als Superfood.
Auf der Konferenz „Super(?)foods and Supplements – Risky or Healthy?” schlug Marc Birringer (Professor für Angewandte Biochemie für Ernährung und Umwelt an der Hochschule Fulda) im Jahr 2022 folgende Definition vor: „Superfood ist ein Marketingbegriff, der gesetzlich nicht reguliert ist. Er beschreibt (teure) Lebensmittel und Nahrungsergänzungen mit (zumeist) vorgeblichen Gesundheitsaussagen (Health Claims), die auf schwacher wissenschaftlicher Evidenz beruhen.“

## Lebensmittel (Auswahl)
- Der Heidelbeere werden die Eigenschaften eines Superfood zugeschrieben. Dies lässt sich zum einen darauf zurückführen, dass Heidelbeeren reich an Anthocyanen sind. Diese sollen das Wachstum krebsartiger Zellen im Dickdarm verlangsamen und diese sogar abtöten können. Des Weiteren enthalten Heidelbeeren weitere Antioxidantien, die in Tierversuchen dem altersbedingten Gedächtnisschwund vorbeugen und ihn zum Teil umkehren konnten.[6]

- Die Açai-Beere wird ebenfalls oft als Superfood bezeichnet. Das Fruchtfleisch des Obstes enthält antioxidativ wirksame Substanzen. Allerdings ist ein Nachweis dadurch hervorgerufenen gesundheitlichen Nutzens beim Menschen noch nicht erbracht worden.[7]

- Kakao soll durch einen hohen Flavonoidgehalt dazu beitragen können, den Blutdruck zu senken und dadurch das Risiko von Herzerkrankungen zu reduzieren.[8] Allerdings werden die Mengen, die einen signifikanten Effekt mit sich bringen könnten, beim regelmäßigen Konsum von Kakao, etwa in Form von Schokolade, kaum erreicht. Gleichzeitig würde bei entsprechendem Konsum nicht nur die Aufnahme der Flavonoide gesteigert, sondern auch die anderer Nährstoffe, bezüglich derer zum Teil empfohlen wird, weniger zu sich zu nehmen.[1]

- Dem Gemeinen Bocksdorn wird nachgesagt, sehr nährstoffreich zu sein. Die auch Goji-Beeren genannten Früchte liefern Vitamine und Mineralstoffe, wie anderes Obst auch. Laut Werbung sollen sie durch die große Menge von enthaltenen Antioxidantien vor freien Radikalen schützen. Sie werden als „natürliche Anti-Aging-Quelle“ vermarktet. Die Goji-Beere sei „gesund, aber sie habe normalem Obst und Gemüse nichts voraus“, fasst der Ernährungswissenschaftler Emilio Martínez de Victoria von der Universität Granada zusammen.[9]
- Grünkohl wird ebenfalls als Superfood gehandelt, da er vor allem reich an den Vitaminen A, C und E, Senfölen sowie Kalzium ist.[10]

- Die Chiasamen aus Mexiko werden immer wieder mit verschiedenen Gesundheitsversprechen beworben.[11] Sie sind zwar eine gute Quelle für mehrfach ungesättigte Fettsäuren und Proteine; ihr Nährstoffgehalt und ihre Wirkung auf die Verdauung sind allerdings vergleichbar mit den in Europa heimischen Leinsamen.[12]

- Die Yacon hat Wurzelknollen mit dem unverdaulichen Kohlenhydrat Inulin; dies trägt zur gezielten Förderung erwünschter Darmbakterien bei, die den Stoffwechsel anregen. Die Stängel werden als Gemüse gegessen. Die Knollen werden als diätetisches, energiearmes Lebensmittel besonders in Japan stärker gefördert.[13]

- Moringa-Pulver wird unter anderem auch als Nahrungsergänzungsmittel vertrieben. Der wissenschaftliche Kenntnisstand deutet nicht auf einen besonderen ernährungsphysiologischer Nutzen hin. Stattdessen beanstandet die behördliche Lebensmittelüberwachung verstärkt unlautere Werbung in dem Segment. Die Produkte weisen häufig Pestizidrückstände auf oder sind mikrobiologisch kontaminiert.[14]